# 영태 (당)
영태(永泰, 765년 ~ 766년 11월)는 당나라(唐) 대종(代宗) 이예(李豫)의 두번째 연호이다. 1년 10개월 가량 사용하였다.

## 개원
- 광덕(廣德) 3년 1월 1일[1](765년 1월 26일)에 연호를 영태(永泰)로 개원함.[2][3][4][5]

- 영태(永泰) 2년 11월 12일[6](766년 12월 18일)에 연호를 대력(大曆)으로 개원함.[2][3][7][5]

## 연대 대조표
| 영태       | 원년       | 2년        |
| 서기(西紀) | 765년      | 766년      |
| 간지(干支) | 을사(乙巳) | 병오(丙午) |

## 동시대 연호

### 한국
발해(渤海)
- 대흥(大興) (737년 ~ 793년)

### 중국
남조(南詔)
- 찬보종(贊普鍾) (752년 ~ 768년)

### 일본
- 덴표호지(天平寶字) (757년 ~ 765년)
- 덴표진고(天平神護) (765년 ~ 767년)

## 같이 보기
- 다른 왕조의 같은 연호
  - 남제(南齊) 영태(永泰, 498년)

- 중국의 연호 목록